# Sedef Avcı
Sedef Avcı Kasabalı (* 22. Januar 1982 in Adana) ist eine türkische Schauspielerin und Model.

## Leben und Karriere
Sedef Avcı wurde am 22. Januar 1982 in Adana geboren. Ihre Familie mütterlicherseits kommt aus Sarajevo und ihre Familie väterlicherseits stammt aus Erzincan. 2001 vertrat sie die Türkei bei der Wahl zur Miss Universe. Avcı studierte an der Kocaeli Üniversitesi.
Ihr Debüt gab sie 1997 in der Fernsehserie Böyle mi Olacaktı. 2005 heiratete sie den türkischen Schauspieler Kıvanç Kasabalı. Danach spielte sie 2007 in der Serie Menekşe ile Halil die Hauptrolle. Von 2009 bis 2010 war sie in Ezel zu sehen. 2011 trat sie in Mazi Kalbimde Yaradır auf. Zudem bekam Avcı in den Filmen Romantik Komedi und Romantik Komedi 2: Bekarlığa Veda die Hauptrolle. Seit 2022 ist sie in der Serie Cöp Adam zu sehen.

## Filmografie (Auswahl)
Filme
- 2008: Hayattan Korkma
- 2009: Romantik Komedi
- 2013: Romantik Komedi 2
- 2015: Aşk Olsun

Serien
- 1997: Böyle mi Olacaktı
- 2005: Yanık Koza
- 2007–2008: Menekşe ile Halil
- 2009–2010: Ezel
- 2010: Umut Yolcuları
- 2014: Boynu Bükükler
- 2018: Mehmed: Bir Cihan Fatihi
- 2019: Payitaht Abdülhamid
- 2021–2022: Elkızı
- seit 2022: Çöp Adam